# A Bella és a Bulldogok epizódjainak listája
Ez a lista a Bella és a Bulldogok című amerikai sorozat epizódjainak felsorolását tartalmazza.
A Bella és a Bulldogok amerikai vígjátéksorozat, amelyet Jonathan Butler és Gabriel Garza alkotott. Amerikában 2015. január 17. és 2016. június 25. között futott a Nickelodeonon. Magyarországon 2015. november 1. és 2017. január 8. között futott szintén a Nickelodeonon. A sorozat főszereplői Brec Bassinger, Coy Stewart, Jackie Radinsky, Buddy Handleson, Lilimar, Haley Tju és Rio Mangini.

## Évados áttekintés
| Évad | Évad | Epizódok | Eredeti sugárzás   | Eredeti sugárzás | Eredeti adó     | Magyar sugárzás   | Magyar sugárzás  | Magyar adó        | Magyar sugárzás  | Magyar sugárzás   | Magyar adó |
| Évad | Évad | Epizódok | Évadpremier        | Évadfinálé       | Eredeti adó     | Évadpremier       | Évadfinálé       | Magyar adó        | Évadpremier      | Évadfinálé        | Magyar adó |
| ---- | ---- | -------- | ------------------ | ---------------- | --------------- | ----------------- | ---------------- | ----------------- | ---------------- | ----------------- | ---------- |
|      | 1    | 20       | 2015. január 17.   | 2015. május 30.  |                 | 2015. november 1. | 2016. május 16.  |                   | 2025. február 3. | 2025. február 28. |            |
|      | 2    | 20       | 2016. november 14. | 2017. január 26. | 2016. május 22. | 2017. január 8.   | 2025. március 3. | 2025. március 28. |                  |                   |            |

## Évadok

### 1. évad (2015)
| # | Eredeti cím              | Magyar cím              | Rendezte         | Írta                                                | Eredeti premier   | Magyar premier     | Magyar premier    | Gyártási kód |                   |                |                                  |                  |                   |                  |     |
| --- | ------------------------ | ----------------------- | ---------------- | --------------------------------------------------- | ----------------- | ------------------ | ----------------- | ------------ | ----------------- | -------------- | -------------------------------- | ---------------- | ----------------- | ---------------- | --- |
| # | Eredeti cím              | Magyar cím              | Rendezte         | Írta                                                | Eredeti premier   | 1.                 | Newbie QB         | Gyártási kód | Újonc a csapatban | Jonathan Judge | Jonathan Butler és Gabriel Garza | 2015. január 17. | 2015. november 1. | 2025. február 3. | 101 |
| 2. | 2025. február 4.         | 102                     |                  |                                                     |                   |                    | Newbie QB         |              | Újonc a csapatban | Jonathan Judge | Jonathan Butler és Gabriel Garza | 2015. január 17. | 2015. november 1. |                  |     |
| Bella Dawson, a Silverado gimnázium egyik pompon-lánya lehetőséget kap arra, hogy kipróbálja magát irányítóként az iskolája futball csapatában.                                                                                                |                          |                         |                  |                                                     |                   |                    |                   |              |                   |                |                                  |                  |                   |                  |     |
| |                          |                         |                  |                                                     |                   |                    |                   |              |                   |                |                                  |                  |                   |                  |     |
| 3. | That's Some Gossip, Girl | Pletykafészek           | Shannon Flynn    | Jay J. Demopoulos                                   | 2015. január 24.  | 2015. november 8.  | 2025. február 5.  | 103          |                   |                |                                  |                  |                   |                  |     |
| Már épp kezd beilleszkedni a csapatba, mégis Bellára terelődik a gyanú, hogy csapattitkokat szivárogtat ki az iskola stúdiósának, aki részletesen beszámol mindenről, ami a csapat körül történik.                                             |                          |                         |                  |                                                     |                   |                    |                   |              |                   |                |                                  |                  |                   |                  |     |
| |                          |                         |                  |                                                     |                   |                    |                   |              |                   |                |                                  |                  |                   |                  |     |
| 4. | Pretty in Stink          | Büdi Bella              | Shannon Flynn    | Rick Williams és Jenna McGrath                      | 2015. január 31.  | 2015. november 29. | 2025. február 6.  | 106          |                   |                |                                  |                  |                   |                  |     |
| Bella a nagy iskolai bál előtt megtudja, hogy álmai fiúja, Kyle szemet vetett a lányra, azonban egy focista babona miatt nem mosakodhat. A lánynak választania kell, hogy a fiúval táncol, vagy állja társainak adott szavát.                  |                          |                         |                  |                                                     |                   |                    |                   |              |                   |                |                                  |                  |                   |                  |     |
| |                          |                         |                  |                                                     |                   |                    |                   |              |                   |                |                                  |                  |                   |                  |     |
| 5. | Tex Fest                 | Hazai pálya             | Eric Dean Seaton | Jonathan Butler és Gabriel Garza                    | 2015. február 7.  | 2015. december 20. | 2025. február 7.  | 109          |                   |                |                                  |                  |                   |                  |     |
| Bella felajánlja, hogy szerepel Pepper videójában, mely egy városi ünnepségre készül, de hamar rájön, hogy mégsem olyan nagy színésznő, mint hitte. Ezalatt Troy és Newt belép az iskolai énekkarba, ahol a szerepek furcsamód felcserélődnek. |                          |                         |                  |                                                     |                   |                    |                   |              |                   |                |                                  |                  |                   |                  |     |
| |                          |                         |                  |                                                     |                   |                    |                   |              |                   |                |                                  |                  |                   |                  |     |
| 6. | Dancing in the End Zone  | Győzelmi tánc           | Shannon Flynn    | Jennifer Joyce                                      | 2015. február 14. | 2015. november 15. | 2025. február 10. | 104          |                   |                |                                  |                  |                   |                  |     |
| Bella azt tanácsolja Troy-nak, hogy balettozzon a lány anyjának balett intézetében, hogy javítson az egyensúlyérzékén. Mikor a fiúk azon tanakodnak, hogy vajon hol tölti ideje nagy részét a sztárjátékos, Bella igyekszik megőrzni titkát.   |                          |                         |                  |                                                     |                   |                    |                   |              |                   |                |                                  |                  |                   |                  |     |
| |                          |                         |                  |                                                     |                   |                    |                   |              |                   |                |                                  |                  |                   |                  |     |
| 7. | That's My Tri-Five!      | A kirekesztett          | Shannon Flynn    | Carly Althoff                                       | 2015. február 28. | 2015. november 22. | 2025. február 11. | 105          |                   |                |                                  |                  |                   |                  |     |
| Bella azt javasolja Pepper-nek és Sophie-nak, hogy vegyenek be egy új lányt a pompon csapatba az ő helyére. Ezek után megkérdőjeleződik barátnői hűsége, mikor az új lány túlságosan is jól pótolja Bellát.                                    |                          |                         |                  |                                                     |                   |                    |                   |              |                   |                |                                  |                  |                   |                  |     |
| |                          |                         |                  |                                                     |                   |                    |                   |              |                   |                |                                  |                  |                   |                  |     |
| 8. | A Good Bye Week          | Érettségi szünet        | Sean K. Lambert  | Peter Dirksen és Jonathan Howard                    | 2015. március 7.  | 2015. december 13. | 2025. február 12. | 108          |                   |                |                                  |                  |                   |                  |     |
| Bella és Kyle végre megejtik az első randit, azonban a sors közbeszól, és bimbózó kapcsolatuk, melyre Bella már régóta vágyott, veszélybe kerül. Ezért a lány a fiúkhoz fordul segítségért.                                                    |                          |                         |                  |                                                     |                   |                    |                   |              |                   |                |                                  |                  |                   |                  |     |
| |                          |                         |                  |                                                     |                   |                    |                   |              |                   |                |                                  |                  |                   |                  |     |
| 9. | Bromantically Challenged | Bazi nagy baráti balhé  | Eric Dean Seaton | Katie Greenway                                      | 2015. március 14. | 2015. december 6.  | 2025. február 13. | 107          |                   |                |                                  |                  |                   |                  |     |
| Bellának komoly vitát kell elsimítania Troy és Sawyer között, akik a legjobb csatár címért versengenek. Eközben Sophie és Pepper baja meggyűlik az első olyan süti vásárral, amin Bella egyéb elfoglaltságai miatt nem tud részt venni.        |                          |                         |                  |                                                     |                   |                    |                   |              |                   |                |                                  |                  |                   |                  |     |
| |                          |                         |                  |                                                     |                   |                    |                   |              |                   |                |                                  |                  |                   |                  |     |
| 10. | Tornado Afraido          | Tornádóriadó            | Alex Winter      | Jeffrey Bushell, Jenna McGrath és Rick Williams     | 2015. március 21. | 2015 december 27.  | 2025. február 14. | 110          |                   |                |                                  |                  |                   |                  |     |
| Pepper születésnapi bulija meghiúsul, mivel a társaság az iskolában reked egy komoly tornádóveszély miatt, ezért Bella megszervezi, hogy mégis csaphassanak egy jó kis meglepetés bulit az iskolában található holmik felhasználásával.        |                          |                         |                  |                                                     |                   |                    |                   |              |                   |                |                                  |                  |                   |                  |     |
| |                          |                         |                  |                                                     |                   |                    |                   |              |                   |                |                                  |                  |                   |                  |     |
| 11. | Incomplete Pass          | Vizsgadrukker           | Trevor Kirschner | Carly Althoff-Mottinger és Jay J. Demopoulos        | 2015. március 23. | 2016. január 3.    | 2025. február 17. | 111          |                   |                |                                  |                  |                   |                  |     |
| Bellának nehézségei támadnak a spanyol szóbeli felmérőjén, ezért Sophie-t kéri fel segédtanerőnek. Ez idő alatt a fiúk egy rejtélyes névsorral vannak elfoglalva, ami Pepper szekrényéből esett ki.                                            |                          |                         |                  |                                                     |                   |                    |                   |              |                   |                |                                  |                  |                   |                  |     |
| |                          |                         |                  |                                                     |                   |                    |                   |              |                   |                |                                  |                  |                   |                  |     |
| 12. | Backseat Quarterback     | Háttérbe szorult hátvéd | Sean K. Lambert  | Peter Dirksen és Jonathan Howard                    | 2015. április 4.  | 2016. január 10.   | 2025. február 18. | 112          |                   |                |                                  |                  |                   |                  |     |
| Bella megsérül az edzésen, így segítenie kell Troy-nak, hogy be tudja tölteni a csapatkapitány szerepét a közelgő mérkőzésen. Azonban mikor Troy megszerezni a győztes touchdown-t, a lány aggódni kezd, hogy végleg lecserélik.               |                          |                         |                  |                                                     |                   |                    |                   |              |                   |                |                                  |                  |                   |                  |     |
| |                          |                         |                  |                                                     |                   |                    |                   |              |                   |                |                                  |                  |                   |                  |     |
| 13. | Traitor Dater            | Áll a bál               | Sean K. Lambert  | Katie Greenway és Jennifer Joyce                    | 2015. április 11. | 2016. január 17.   | 2025. február 19. | 113          |                   |                |                                  |                  |                   |                  |     |
| A csapat megorrol Bellára, amiért elfogadja az ellenfél egyik sztárjátékosának meghívását az évvégi bálba. Félnek attól, hogy a lány nem tud a meccsre koncentrálni, mivel a rivális focistával lesz randevúja.                                |                          |                         |                  |                                                     |                   |                    |                   |              |                   |                |                                  |                  |                   |                  |     |
| |                          |                         |                  |                                                     |                   |                    |                   |              |                   |                |                                  |                  |                   |                  |     |
| 14. | Bulldog Buddies          | Bulldog kölykök         | Sean K. Lambert  | Peter Dirksen és Jonathan Howard                    | 2015. április 18. | 2016. április 3.   | 2025. február 20. | 114          |                   |                |                                  |                  |                   |                  |     |
| Troy megsértődik, mikor öccse Bellát választja kölyök foci oktatónak bátyja helyett. Pepper veszélyben érzi barátságát Sawyer-rel, mivel szülei megtiltják neki, hogy járjon a fiúval.                                                         |                          |                         |                  |                                                     |                   |                    |                   |              |                   |                |                                  |                  |                   |                  |     |
| |                          |                         |                  |                                                     |                   |                    |                   |              |                   |                |                                  |                  |                   |                  |     |
| 15. | Player Hater             | Fociundor               | Sean K. Lambert  | Katie Greenway, Jenna McGrath és Rick Williams      | 2015. április 25. | 2016. április 10.  | 2025. február 21. | 115          |                   |                |                                  |                  |                   |                  |     |
| Mikor Troy randizni kezd Bella régi ellenségével, Charlotte-tal, a lány úgy dönt, félreteszi rosszérzéseit. Azonban, miután rájön, hogy a barátnője csak kihasználja Troy-t, nehezen tudja közölni játékostársával.                            |                          |                         |                  |                                                     |                   |                    |                   |              |                   |                |                                  |                  |                   |                  |     |
| |                          |                         |                  |                                                     |                   |                    |                   |              |                   |                |                                  |                  |                   |                  |     |
| 16. | Root for Newt            | Drukkolunk, Newt        | Eric Dean Seaton | Blake J. Williger                                   | 2015. május 2.    | 2016. április 17.  | 2025. február 24. | 118          |                   |                |                                  |                  |                   |                  |     |
| Bella segíteni próbál Newtnak új posztot találni a pályán, miután az edző végérvényesen kijelenti, hogy a fiú nem lehet a kezdő csapatban. Közben Troy egy idősebb lánynak csapja a szelet, és Sophie tanácsára randit kér tőle.               |                          |                         |                  |                                                     |                   |                    |                   |              |                   |                |                                  |                  |                   |                  |     |
| |                          |                         |                  |                                                     |                   |                    |                   |              |                   |                |                                  |                  |                   |                  |     |
| 17. | Bulldog Blues            | Bús kutyusok            | Trevor Kirschner | Jonathan Butler, Gabriel Garza és Jay J. Demopoulos | 2015. május 9.    | 2016. április 24.  | 2025. február 25. | 117          |                   |                |                                  |                  |                   |                  |     |
| Bella szavát adja, hogy a focicsapat bekerül a döntőbe, de önbizalma meginog, miután a Bulldogok váratlanul elveszítenek egy mérkőzést. Ekkor kezd rémeket látni, hogy nem sikerül beváltania az ígéretét.                                     |                          |                         |                  |                                                     |                   |                    |                   |              |                   |                |                                  |                  |                   |                  |     |
| |                          |                         |                  |                                                     |                   |                    |                   |              |                   |                |                                  |                  |                   |                  |     |
| 18. | Kicking and Scheming     | Sportbarátság           | Trevor Kirschner | Jeff Bushell                                        | 2015. május 16.   | 2016. május 1.     | 2025. február 26. | 116          |                   |                |                                  |                  |                   |                  |     |
| Amikor a Bulldogok kirúgó játékos nélkül maradnak, Bella a labdarúgóktól toboroz egy fiút. Ám hamar rá kell jönnie, hogy a két sportág közti rivalizálás erősen megnehezíti a dolgát.                                                          |                          |                         |                  |                                                     |                   |                    |                   |              |                   |                |                                  |                  |                   |                  |     |
| |                          |                         |                  |                                                     |                   |                    |                   |              |                   |                |                                  |                  |                   |                  |     |
| 19. | Third Degree Ba-Burn     | Eszelős égetés          | Shannon Flynn    | Zach Butler                                         | 2015. május 23.   | 2016. május 8.     | 2025. február 27. | 120          |                   |                |                                  |                  |                   |                  |     |
| Bella poénkodása az évvégi leégetős bulin Pepper és Sawyer kapcsolata közé áll. Newt ezalatt Sophie és új udvarlója közé próbál állni. |                          |                         |                  |                                                     |                   |                    |                   |              |                   |                |                                  |                  |                   |                  |     |
| |                          |                         |                  |                                                     |                   |                    |                   |              |                   |                |                                  |                  |                   |                  |     |
| 20. | No Girls Allowed         | Lánytalanítás           | Jonathan Judge   | Katie Greenway                                      | 2015. május 30.   | 2016. május 15.    | 2025. február 28. | 119          |                   |                |                                  |                  |                   |                  |     |
| Egy elavult szabály szerint lányok nem focizhatnak, és ezt jogerőre emelik a Bulldogok első döntős meccse előtt, így Bella nem léphet pályára. Ezért a lány a csapattal együtt azon igyekszik, hogy ezen változtasson.                         |                          |                         |                  |                                                     |                   |                    |                   |              |                   |                |                                  |                  |                   |                  |     |
| |                          |                         |                  |                                                     |                   |                    |                   |              |                   |                |                                  |                  |                   |                  |     |

### 2. évad (2015-2016)
| # | #   | Eredeti cím                | Magyar cím               | Rendezte           | Írta                                                             | Eredeti premier    | Magyar premier      | Magyar premier    | Gyártási kód |               |                   |                |                                  |                      |                 |                  |     |
| --- | --- | -------------------------- | ------------------------ | ------------------ | ---------------------------------------------------------------- | ------------------ | ------------------- | ----------------- | ------------ | ------------- | ----------------- | -------------- | -------------------------------- | -------------------- | --------------- | ---------------- | --- |
| # | #   | Eredeti cím                | Magyar cím               | Rendezte           | Írta                                                             | Eredeti premier    | 21.                 | 1.                | Gyártási kód | Wide Deceiver | Hazárdőr dezertőr | Jonathan Judge | Jonathan Butler és Gabriel Garza | 2015. szeptember 30. | 2016. május 22. | 2025. március 3. | 201 |
| Bella magával viszi Troy-t, hogy egy élő futball legendával találkozzanak, de útközben a fiú elárulja a titkot, mely a csapat egész jövőjére kihat. Pepper és Newt őrültségeket kénytelen bevállalni, hogy Sophie-val és Sawyer-rel tarthasson. |     |                            |                          |                    |                                                                  |                    |                     |                   |              |               |                   |                |                                  |                      |                 |                  |     |
| |     |                            |                          |                    |                                                                  |                    |                     |                   |              |               |                   |                |                                  |                      |                 |                  |     |
| 22. | 2.  | Girls' Night               | Buli a köbön             | Sean Lambert       | Jonathan Howard és Peter Dirksen                                 | 2015. október 7.   | 2016. május 29.     | 2025. március 4.  | 203          |               |                   |                |                                  |                      |                 |                  |     |
| Bella, Sophie és Pepper tökéletes bosszút forralnak a fiú ellen, aki Bellát faképnél hagyta, miután ő a pizzafutár a lányok közös estéjén. Newt és Sawyer pedig Troy-nak segít beköltözni a kollégiumba, de visszaélnek a vendégszeretettel.    |     |                            |                          |                    |                                                                  |                    |                     |                   |              |               |                   |                |                                  |                      |                 |                  |     |
| |     |                            |                          |                    |                                                                  |                    |                     |                   |              |               |                   |                |                                  |                      |                 |                  |     |
| 23. | 3.  | Personal Foul              | Személyi hiba            | Sean Lambert       | Jeffrey Bushell                                                  | 2015. október 14.  | 2016. június 5.     | 2025. március 5.  | 205          |               |                   |                |                                  |                      |                 |                  |     |
| Troy segít új csapattársainak borsot törni a Bulldogok orra alá a nagy összecsapásuk előtt. Amikor szembesülnie kell vele, hogy a fiúiskola csapata piszkos eszközökkel játszik, el kell döntenie, kinek az oldalán áll.                        |     |                            |                          |                    |                                                                  |                    |                     |                   |              |               |                   |                |                                  |                      |                 |                  |     |
| |     |                            |                          |                    |                                                                  |                    |                     |                   |              |               |                   |                |                                  |                      |                 |                  |     |
| 24. | 4.  | Rally Week                 | Sporthét                 | Trevor Kirschner   | Jennifer Joyce                                                   | 2015. október 21.  | 2016. június 12.    | 2025. március 6.  | 204          |               |                   |                |                                  |                      |                 |                  |     |
| Bellának versenyt kell futnia az idővel, hogy visszaszerezze a legjobb barátnőjétől kapott csacskamód elcserélt ajándékot. Newt megízlelheti, milyen érzés Sophie-nak, hogy a fiú szerelmével üldözi, miután egy lány ugyanazt teszi ővele.     |     |                            |                          |                    |                                                                  |                    |                     |                   |              |               |                   |                |                                  |                      |                 |                  |     |
| |     |                            |                          |                    |                                                                  |                    |                     |                   |              |               |                   |                |                                  |                      |                 |                  |     |
| 25. | 5.  | Sha-Boo!-Ya                | Törjön ki a frász!       | Sean Lambert       | Patrick Bottaro                                                  | 2015. október 28.  | 2016. október 30.   | 2025. március 13. | 202          |               |                   |                |                                  |                      |                 |                  |     |
| Mindenszentek előestéjén, miközben Troy és Sawyer a lányokra próbálnak jól ráijeszteni a focisták és pompon-lányok éjjeli táborában, az iskolai gondnokról szóló ősi legenda elevenedik meg a szemük előtt.                                     |     |                            |                          |                    |                                                                  |                    |                     |                   |              |               |                   |                |                                  |                      |                 |                  |     |
| |     |                            |                          |                    |                                                                  |                    |                     |                   |              |               |                   |                |                                  |                      |                 |                  |     |
| 26. | 6.  | Who Killed Tex Fest?       | Ki miatt nincs Tex Fest? | Trevor Kirschner   | Sasha Stroman                                                    | 2015. november 4.  | 2016. augusztus 21. | 2025. március 12. | 208          |               |                   |                |                                  |                      |                 |                  |     |
| A Bulldogok felháborodnak, miután a Tex Fesztet most először lefújják, és meglepődnek azon, hogy ki miatt is történt mindez. Sophie próbálja felkészíteni Pepper-t a nagy változásra a családjukban.                                            |     |                            |                          |                    |                                                                  |                    |                     |                   |              |               |                   |                |                                  |                      |                 |                  |     |
| |     |                            |                          |                    |                                                                  |                    |                     |                   |              |               |                   |                |                                  |                      |                 |                  |     |
| 27. | 7.  | Dudes & Chicks             | Pasik és pipik           | John Whitesell     | Katie Greenway                                                   | 2015. november 11. | 2016. augusztus 14. | 2025. március 11. | 207          |               |                   |                |                                  |                      |                 |                  |     |
| Bellának megtetszik Sawyer unokatestvére, de egy ősrégi kínos eset meghiúsítani látszik a bimbózó kapcsolatot. Sophie, Troy és Newt közben kiscsibéket készül megmenteni szörnyű végzetüktől.                                                   |     |                            |                          |                    |                                                                  |                    |                     |                   |              |               |                   |                |                                  |                      |                 |                  |     |
| |     |                            |                          |                    |                                                                  |                    |                     |                   |              |               |                   |                |                                  |                      |                 |                  |     |
| 28. | 8.  | Two Many Dates             | Randi-kavalkád           | Jody Margolin Hahn | Jay J. Demopoulos                                                | 2015. november 18. | 2016. augusztus 28. | 2025. március 7.  | 209          |               |                   |                |                                  |                      |                 |                  |     |
| Bella tanácstalanul áll, mikor kiderül, hogy két randevút is lebeszélt ugyanarra a gólyabálra. |     |                            |                          |                    |                                                                  |                    |                     |                   |              |               |                   |                |                                  |                      |                 |                  |     |
| |     |                            |                          |                    |                                                                  |                    |                     |                   |              |               |                   |                |                                  |                      |                 |                  |     |
| 29. | 9.  | The Outlaw Bella Dawson    | Bella Dawson, a bandita  | Jean Sagal         | Zach Butler                                                      | 2016. február 13.  | 2016. november 27.  | 2025. március 20. | 214          |               |                   |                |                                  |                      |                 |                  |     |
| Bella megkapja a várvavárt üzenetet Charlie-tól, mely előrelendíthetné kapcsolatukat, azonban még mielőtt választ adna rá, kénytelen egy egész napot együtt tölteni Zach Barnes-szal, még jobban összekuszálva érzelmeit.                       |     |                            |                          |                    |                                                                  |                    |                     |                   |              |               |                   |                |                                  |                      |                 |                  |     |
| |     |                            |                          |                    |                                                                  |                    |                     |                   |              |               |                   |                |                                  |                      |                 |                  |     |
| 30. | 10. | Parents & Pigskins         | Barátságos meccs         | Sean Lambert       | Zach Butler                                                      | 2016. március 19.  | 2016. november 13.  | 2025. március 18. | 212          |               |                   |                |                                  |                      |                 |                  |     |
| Bella attól tart, hogy anyukája leszerepel az éves szülő-diák focimeccsen. Newt és Sawyer pedig azon izgul, hogy Troy titkos aduászt tartogat a rangadóra.                                                                                      |     |                            |                          |                    |                                                                  |                    |                     |                   |              |               |                   |                |                                  |                      |                 |                  |     |
| |     |                            |                          |                    |                                                                  |                    |                     |                   |              |               |                   |                |                                  |                      |                 |                  |     |
| 31. | 11. | Glitz & Grit               | Akaraterő-próba          | Shannon Flynn      | Jonathan Butler és Gabriel Garza                                 | 2016. március 26.  | 2016. szeptember 4. | 2025. március 14. | 210          |               |                   |                |                                  |                      |                 |                  |     |
| Bella indul a szépségkirálynő választáson bizonyságul arra, hogy egy lány lehet csinos és vagány is egyszerre. Pepper és Sophie fogadást köt Troy-jal és Sawyer-rel, hogy a pompon-lányok dolga nehezebb, mint ránézésre.                       |     |                            |                          |                    |                                                                  |                    |                     |                   |              |               |                   |                |                                  |                      |                 |                  |     |
| |     |                            |                          |                    |                                                                  |                    |                     |                   |              |               |                   |                |                                  |                      |                 |                  |     |
| 32. | 12. | Accept No Substitutes      | A siker receptje         | Trevor Kirschner   | Matthew Poisson                                                  | 2016. április 2.   | 2016. november 20.  | 2025. március 19. | 213          |               |                   |                |                                  |                      |                 |                  |     |
| A mester betegsége miatt a Buldogok kihasználják a lazaságot a helyettesítőtanár edzésein, így felkészületlenül állnak pályára egy igencsak sokat fejlődött csapat ellen.                                                                       |     |                            |                          |                    |                                                                  |                    |                     |                   |              |               |                   |                |                                  |                      |                 |                  |     |
| |     |                            |                          |                    |                                                                  |                    |                     |                   |              |               |                   |                |                                  |                      |                 |                  |     |
| 33. | 13. | I Love You, Hunter Hayes!  | A tini sztár             | Shannon Flynn      | Rick Williams és Jenna McGrath                                   | 2016. április 9.   | 2016. augusztus 7.  | 2025. március 10. | 206          |               |                   |                |                                  |                      |                 |                  |     |
| A focisták zsarolni kezdik Bellát, miután kiderül, hogy a kötelező program helyett Hunter Hayes koncertjére ment el. Időközben Pepper interjút próbál készíteni a tini sztárral az iskolai hírműsorba.                                          |     |                            |                          |                    |                                                                  |                    |                     |                   |              |               |                   |                |                                  |                      |                 |                  |     |
| |     |                            |                          |                    |                                                                  |                    |                     |                   |              |               |                   |                |                                  |                      |                 |                  |     |
| 34. | 14. | Party of Three             | Édes-hármasban           | Shannon Flynn      | Peter Dirksen és Jonathan Howard                                 | 2016. április 16.  | 2016. december 4.   | 2025. március 21. | 215          |               |                   |                |                                  |                      |                 |                  |     |
| Bella összeszedi minden bátorságát, hogy randira hívja Zach-et, azonban meglepetésére a fiú nem egyedül jön. Troy és Sawyer megismerteti Newt-tal kedvenc filmsorozatát, azonban a fiú nem úgy látja az egészet, mint ők.                       |     |                            |                          |                    |                                                                  |                    |                     |                   |              |               |                   |                |                                  |                      |                 |                  |     |
| |     |                            |                          |                    |                                                                  |                    |                     |                   |              |               |                   |                |                                  |                      |                 |                  |     |
| 35. | 15. | Bad Grandma                | Nem árt a segítség       | Sean Lambert       | Jennifer Joyce                                                   | 2016. április 23.  | 2016. november 6.   | 2025. március 17. | 211          |               |                   |                |                                  |                      |                 |                  |     |
| Bella megismerkedik példaképével, mikor segíteni megy az idősek otthonába, azonban gyanítja, hogy a hölgy nem egészen olyan, mint hitte. Pepper és Sophie babaszobát díszítenek eszelősen.                                                      |     |                            |                          |                    |                                                                  |                    |                     |                   |              |               |                   |                |                                  |                      |                 |                  |     |
| |     |                            |                          |                    |                                                                  |                    |                     |                   |              |               |                   |                |                                  |                      |                 |                  |     |
| 36. | 16. | Bella in the Spotlight     | Rivaldafényben           | Sam Orender        | Sasha Stroman                                                    | 2016. április 30.  | 2016. december 11.  | 2025. március 24. | 216          |               |                   |                |                                  |                      |                 |                  |     |
| Bella rájön, hogy a csapatot övező hírverés mind őmiatta van, ezért próbálja kiharcolni a Buldogoknak az őket megillető elismerést. Sophie segédkezet nyújt Newt-nak egy robotharc bajnokságon.                                                 |     |                            |                          |                    |                                                                  |                    |                     |                   |              |               |                   |                |                                  |                      |                 |                  |     |
| |     |                            |                          |                    |                                                                  |                    |                     |                   |              |               |                   |                |                                  |                      |                 |                  |     |
| 37. | 17. | Doggone Record Breaker     | Csacsi csúcsjavító       | Trevor Kirschner   | Jay J. Demopoulos                                                | 2016. május 7.     | 2016. december 18.  | 2025. március 25. | 217          |               |                   |                |                                  |                      |                 |                  |     |
| Troy édesapja egy hetet otthon tölt, amit Troy szeretne felejthetetlenné tenni. Azonban mikor kiderül, hogy a fiú hamarosan meg fogja dönteni apja pontszerző rekordját, elképesztő áldozatot tesz.                                             |     |                            |                          |                    |                                                                  |                    |                     |                   |              |               |                   |                |                                  |                      |                 |                  |     |
| |     |                            |                          |                    |                                                                  |                    |                     |                   |              |               |                   |                |                                  |                      |                 |                  |     |
| 38. | 18. | Tailgating                 | Visszavágó               | Jeff Bushell       | Jonathan Butler, Gabriel Garza, Jonathan Howard és Peter Dirksen | 2016. június 4.    | 2016. december 25.  | 2025. március 26. | 220          |               |                   |                |                                  |                      |                 |                  |     |
| Bella igyekszik leplezni Zach iránt érzett gyengéd érzelmeit, miután Troy meghívja a fiút közéjük. Troy és Sophie sportjátékokon verseng Newt-tal és Pepper-rel igen meglepő eredménnyel.                                                       |     |                            |                          |                    |                                                                  |                    |                     |                   |              |               |                   |                |                                  |                      |                 |                  |     |
| |     |                            |                          |                    |                                                                  |                    |                     |                   |              |               |                   |                |                                  |                      |                 |                  |     |
| 39. | 19. | Oh Baby, It's the Playoffs | Döntős csapat            | Jonathan Judge     | Katie Greenway                                                   | 2016. június 11.   | 2017. január 1.     | 2025. március 27. | 218          |               |                   |                |                                  |                      |                 |                  |     |
| Amikor kiderül, hogy a döntőmérkőzés egynapon lesz Pepper anyukájának babaköszöntőjével, Bella mindent megpróbál, hogy még így is időben odaérjenek a meccsre. Azonban egy váratlan esemény döntésre kényszeríti.                               |     |                            |                          |                    |                                                                  |                    |                     |                   |              |               |                   |                |                                  |                      |                 |                  |     |
| |     |                            |                          |                    |                                                                  |                    |                     |                   |              |               |                   |                |                                  |                      |                 |                  |     |
| 40. | 20. | Biggest. Game. Ever.       | Bajnoki bajok            | Jonathan Judge     | Jeff Bushell                                                     | 2016. június 25.   | 2017. január 8.     | 2025. március 28. | 219          |               |                   |                |                                  |                      |                 |                  |     |
| A Bulldogok egész éves munkája arra irányult, hogy az állami döntőn összemérhessék erejüket ősi riválisukkal, a Whitworth-szel. Ám miután az új stratégia hasznavehetetlenné válik, a csapatot hidegzuhanyként éri a felismerés.                |     |                            |                          |                    |                                                                  |                    |                     |                   |              |               |                   |                |                                  |                      |                 |                  |     |
| |     |                            |                          |                    |                                                                  |                    |                     |                   |              |               |                   |                |                                  |                      |                 |                  |     |